# Operation Flavius
Operation Flavius var ett ingripande utfört av brittiska Special Air Service den 6 mars 1988 i Gibraltar mot IRA-medlemmar för att förhindra ett planerat bombdåd. 

## Händelse
Den 6 mars 1988 dödade brittiska SAS-trupper tre IRA-medlemmar Dan McCann  , Seán Savage och Mairéad Farrell i Gibraltar. SAS-truppernas order var att gripa och stoppa IRA från att spränga en bomb. Någon bomb hittades dock inte.

## Eftermäle
Den 16 mars 1988 attackerade Ulster Defence Association-medlemmen Michael Stone begravningsföljet och kastade en granat och sköt med automatvapen mot de sörjande under begravningen av de tre IRA-medlemmarna, den så kallade Milltownmassakern.
Militären fick kritik av bland annat FN eftersom IRA-männen var obeväpnade, men militären svarade med att de alltid måste utgå från att IRA-män var beväpnade. Militärdomstolen gick på militärens linje och ansåg inte att de hade gjort sig skyldiga till tjänstefel.

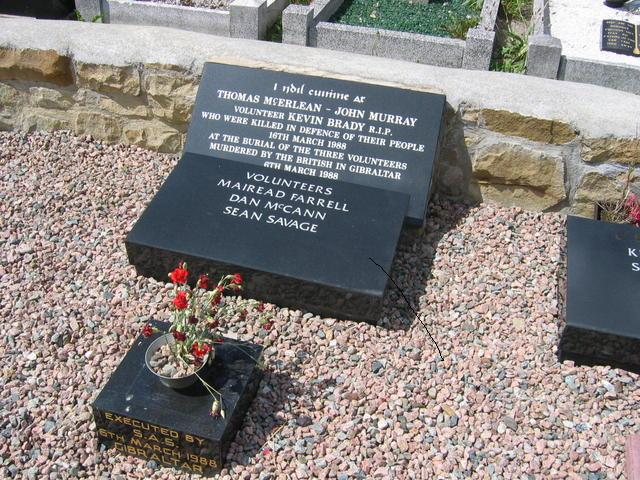
Minnesmärke över dem som dog i massakern på kyrkogården 16 mars 1988 och de tre IRA-män som dödades av soldater 6 mars i Gibraltar Milltown Cemetery, Belfast.